# 천상의 모후
천상의 모후(라틴어: Regina Caeli)는 테오토코스를 서방교회 라틴어로 번역한 용어에서 시작했다. 현재는 서방교회 전통의 천주교회에서 성모 마리아에게 부여한 호칭 가운데 하나이다. 동방 정교회와 성공회, 루터교를 포함한 개신교회에서는 테오토코스를 사용하거나 선호한다. 5세기 에페소 공의회의 결의에 따라 성모 마리아를 신성출산 의미인 테오토코스로 표현하였고 이를 서방교회 라틴어로 ‘하느님의 어머니(Mater Dei)’라고 선포하면서 함께 사용되었다.
천상의 모후를 주제로 한 천주교회의 가르침은 교황 비오 12세가 반포한 회칙 《천상의 모후께》(Ad Caeli Reginam)에서 집중적으로 다루어지고 있다. 이 회칙에 따르면, 마리아의 아들인 예수 그리스도가 이스라엘의 임금이며 더 나아가 하늘나라와 온 우주의 통치자이므로, 그 어머니인 마리아는 당연히 천상의 모후로 불러 마땅하다고 언급한다. 일반적으로 모후(母后)란 말 그대로 임금의 어머니를 지칭하는 용어이다. 교황 비오 12세의 사도적 서한 《지극히 관대하신 하느님》(Munificentissimus Deus)에 따라, 천주교회에서는 성모 마리아가 지상 생애를 마친 다음에 육신과 영혼이 모두 하늘나라로 들어 올림을 받은 영광(성모 승천)을 받았다고 믿는다. 교황 비오 9세는 “주님께서는 성모님을 하늘과 땅의 모후로 세우셨습니다. 성모님께서는 모든 천사들의 무리보다 그리고 성인들의 계급보다 더 높이 올림을 받으셨습니다. 성모님께서는 당신의 외아드님이신 주 예수 그리스도님의 오른편에 서 계십니다. 성모님께서는 당신의 모성의 기도로 가장 강력하게 우리를 위해 중재하시며 당신께서 원하시는 바를 얻으십니다. 성모님께서는 결코 실망하게 되실 수 없습니다.”라고 말하였다.
천상의 모후라는 용어는 교회로부터 공식적인 인준을 받기 전부터 마리아에게 전구를 요청하는 기도와 그녀에게 헌정된 종교 문학 작품 및 성모 마리아의 대관식을 주제로 한 그림(중세 후기부터 등장) 등 다양한 모습으로 표현되었으며, 가톨릭교회 안에서 오랫동안 전통으로 이어져 왔다.
최근 들어 우주 공간에 대한 현대 과학의 이해를 반영하여 가톨릭교회에서는 마리아에게 ‘우주의 모후’라는 호칭을 쓰기도 한다. 교황 베네딕토 16세는 마리아가 하느님의 뜻을 받아들인 것이 그녀가 천상의 모후가 된 궁극적인 이유라고 말하였다. “마리아가 겸손한 자세로 하느님의 뜻에 순응하여 무조건적으로 받아들임으로써, 하느님은 그녀를 피조물 가운데 가장 많이 총애하였으며, 그리스도는 그녀에게 하늘과 땅의 모후라는 영예를 주었다”는 것이다.

## 천주교회
천주교회의 교리에 따르면, 마리아는 하늘나라로 들어 올림을 받아 그녀의 거룩한 아들인 예수 그리스도와 함께 있다고 여겨지며, 요한 묵시록 12장에서 나온 바와 같이 태양을 입고 그리스도를 낳은 여인으로 묘사된다. 천주교회에서는 마리아를 모후라고 부르는데, 그 이유는 그녀가 성자 예수 그리스도의 어머니여서일 뿐만 아니라, 인류 구속 사업에 있어서 큰 공헌을 할 인물로서 성부의 간택을 받았기 때문이라고 주장한다. 교황 회칙 《천상의 모후께》(Ad caeli reginam)에서는 그리스도는 인류를 대속했기 때문에 주님이며 임금이라는 특별한 호칭으로 불리며, 그 어머니인 마리아는 인류 구원을 위해 적극적으로 자신의 인성을 그리스도에게 흔쾌히 나누어 줌으로써 인류 구속에 동참했기 때문에 모후로 불러 마땅하다고 설명하고 있다.

### 마리아론의 논리
천상의 모후는 마리아에게 헌정된 모후가 붙은 여러 가지 호칭 가운데 하나이다. 이 호칭은 마리아가 지상에서의 삶을 다 마치고나서 육신과 영혼이 모두 하늘나라로 들어 올림을 받아 그곳에서 모후로서의 영예를 누리고 있다는 가톨릭교회의 가르침에서 비롯된 것이다.
마리아론에서 천상의 모후 마리아라는 호칭에 대한 최초의 정의와 논리는 마리아는 하느님의 어머니라는 교의를 선포한 에페소 공의회를 통해 이루어졌다. 공의회 교부들은 마리아가 단순히 예수를 잉태하여 낳은 여인이라는 견해에 반대하면서, 예수와 연관된 인물들 가운데 하느님의 아들을 낳고 그 아들의 삶 속에 깊숙이 관여한 마리아만큼 더 뛰어난 인물은 없다고 본 것이다.

## 천주교 마리아론 성경적 근거

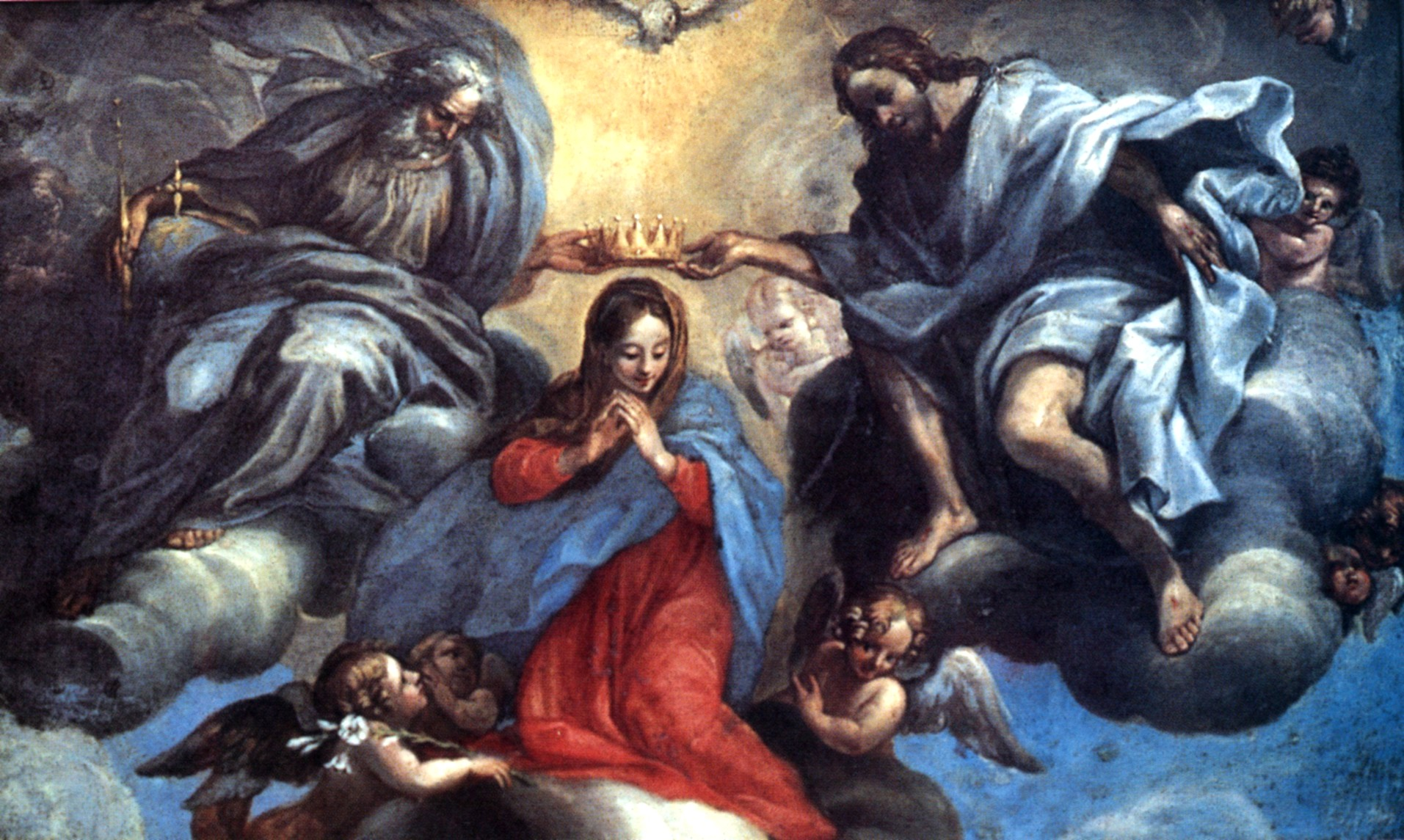
성모 마리아의 대관식 (살바도르 대성당 소장)

천상의 모후의 성경상의 출처는 신약성경에서 찾아볼 수 있다. 마리아는 임금인 메시아의 어머니이다. 루카 복음서 1장 32절에서 대천사 가브리엘은 마리아에게 예수의 잉태를 예고하면서 그가 “큰 인물이 되시고 지극히 높으신 분의 아드님이라 불리실 것이다. 주 하느님께서 그분의 조상 다윗의 왕좌를 그분께 주시어, 그분께서 야곱 집안을 영원히 다스리시리니 그분의 나라는 끝이 없을 것이다.”라고 말하였다. 이 말에 따라 기독교에서는 다윗 임금의 왕위가 예수에게로 계승된 것으로 보고 있다. 고대 이스라엘의 역사를 보면 임금의 어머니를 모후(혹은 여왕)라고 부르며 모셨다. 그리하여 예수가 다윗과 솔로몬의 혈통을 이어받은 천상의 임금이므로, 그 어머니인 마리아는 천상의 모후가 되는 셈이다.
천주교회에서는 요한 묵시록 12장 1-2절에 등장하는 태양을 입은 여인이 마리아를 상징하는 것이라고 보고 있다. “그리고 하늘에 큰 표징이 나타났습니다. 태양을 입고 발밑에 달을 두고 머리에 열두 개 별로 된 관을 쓴 여인이 나타난 것입니다.”
천주교회에서는 이 구절 바로 앞에 등장하는 ‘하느님의 계약 궤’(11장 19절)가 바로 태양을 입은 여인이 나타내는 것이 마리아라는 것을 확증시켜준다고 보고 있다. 왜냐하면 과거 구약 시대에 계약 궤가 십계명을 담고 있었듯이, 마리아는 자신의 태중에 하느님의 말씀(그리스도)를 담은 새로운 계약 궤로 간주되기 때문이다.
또한 천주교회에서는 시편 45장인 ‘임금의 결혼을 축하하는 노래’를 메시아, 즉 예수를 언급하는 것으로 해석하고 있는데, 이 시편의 10절을 보면 메시아가 자신의 오른쪽에 왕비, 즉 여왕을 세울 것이라고 예고하는 구절이 있다. 비록 마리아는 예수의 어머니이기는 하지만, 이따금씩 여왕으로 묘사되기도 한다. 또 다른 성경적 근거로는 루카 복음서 1장 25-35절에서 대천사 가브리엘이 마리아에게 예수의 탄생을 예고하는 장면이다. 여기서 가브리엘은 대천사로서 사람인 마리아보다 더 높은 존재였지만, 마리아를 “은총이 가득한 이여.”라고 부르며 찬양한 것을 볼 때 마리아가 매우 특별한 위치에 있었음을 보여준다고 보고 있다.
천주교회에서는 전통적으로 요한 묵시록 12장 1절의 “태양을 입고 발밑에 달을 두고 머리에 열두 개 별로 된 관을 쓴 여인”이 예수의 어머니인 마리아를 가리키는 것이라고 해석하고 있다. 마리아는 교회의 완벽한 표상이며 또한 전체 교회의 대표자라고 볼 수 있다. 하지만 개신교회와 동방 정교회 성서학자들은 요한 묵시록에 언급된 이 구절이 마리아를 언급한 것이 아니라, 이스라엘이나 교회를 가리키는 것이라고 보고 있다. 따라서 그들은 마리아를 천상의 모후로 보는 관점에 동의하지 않는다. 그렇지만 천주교회에서는 요한 묵시록 12장에 등장하는 여인을 교회와 이스라엘뿐만 아니라 마리아를 상징적으로 표현한 것이며 더불어 이사야서(7,14; 26,17; 54,1; 66,7 참조)에 언급된 여인과 동일시하고 있기 때문에 요한 묵시록 12장에 기술된 예언의 성취가 바로 마리아라고 단언하고 있다.

## 미술

### 회화

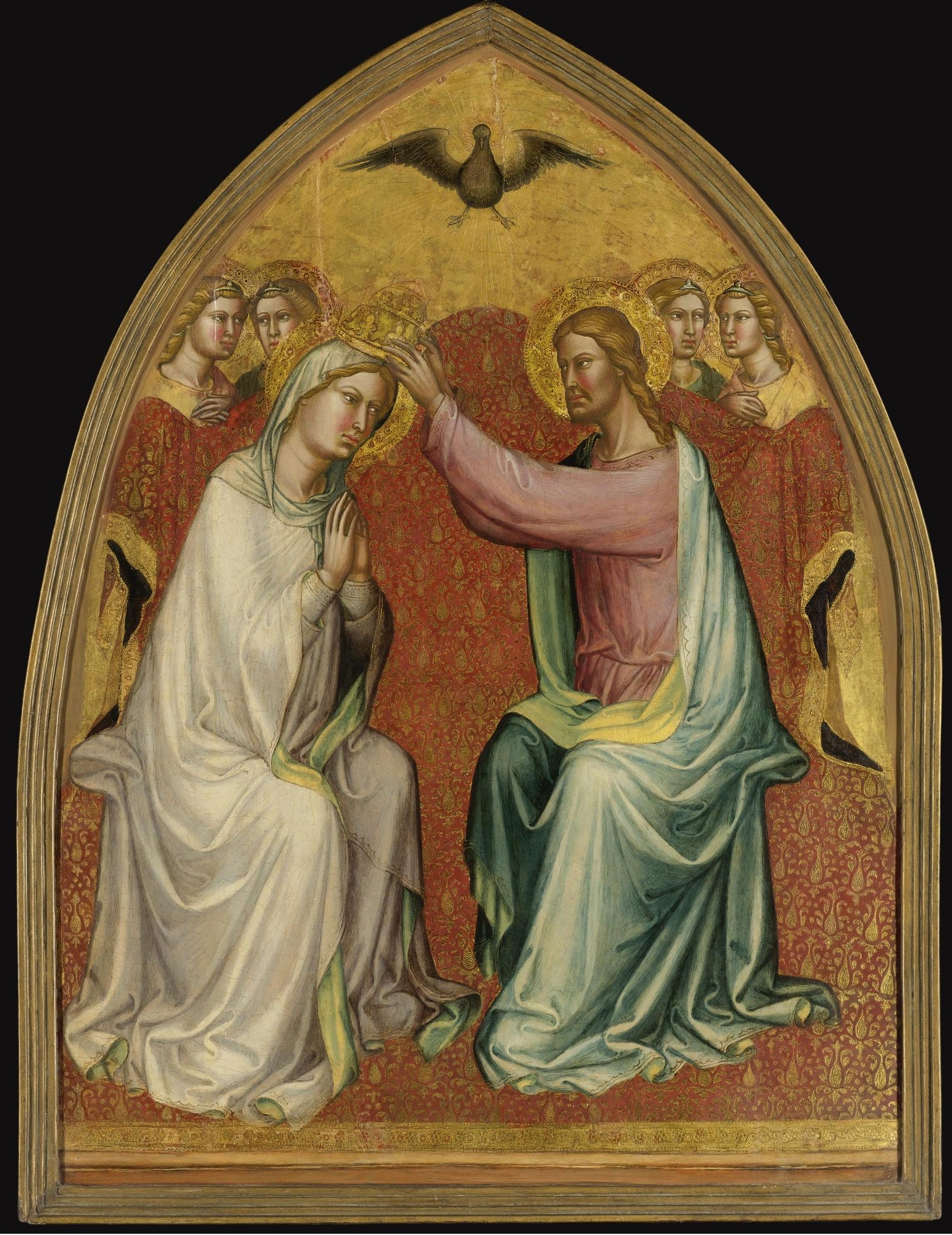
마르티노 디 바르톨로메오의 작품. 1400년.
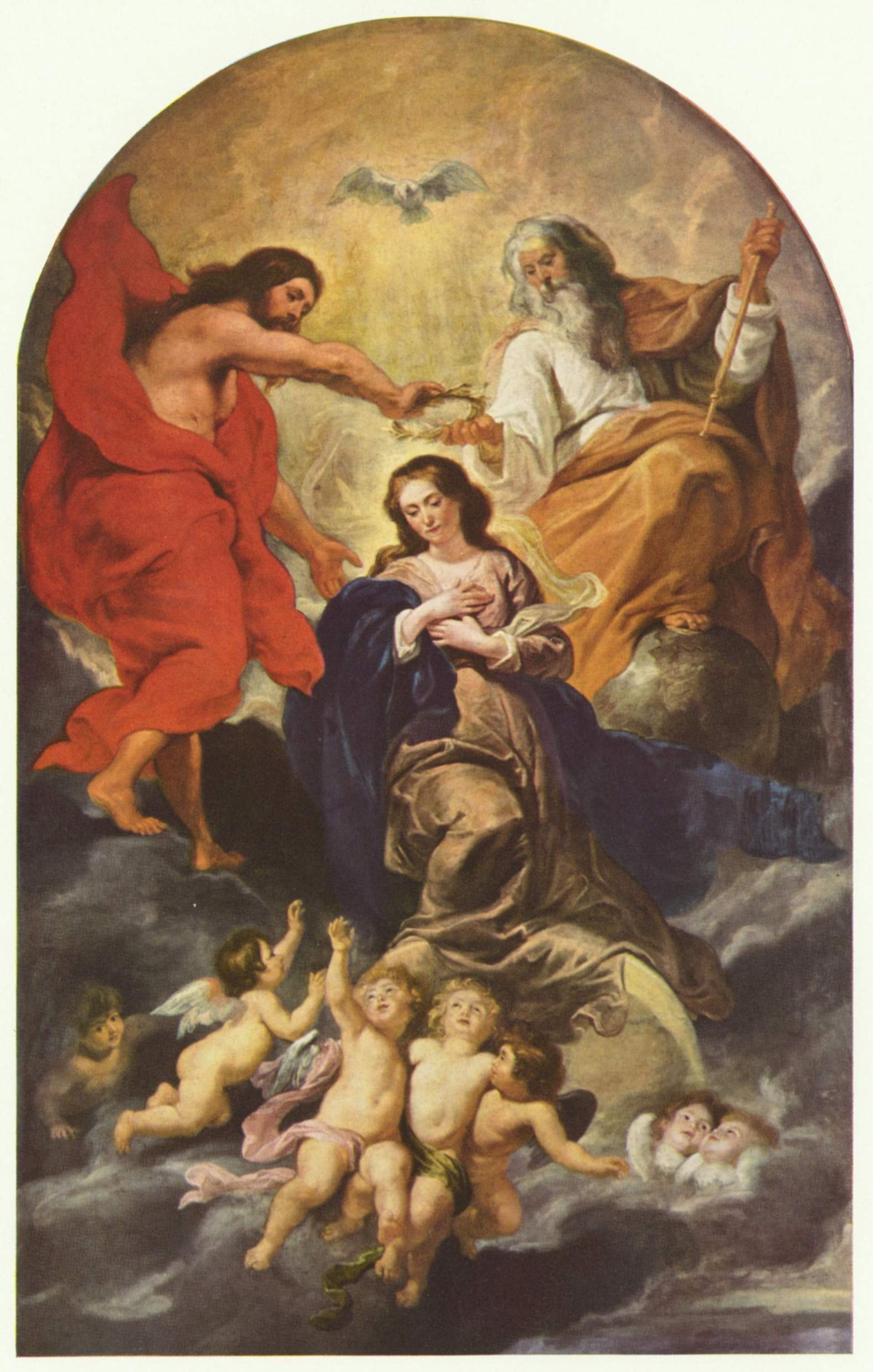
루벤스의 작품. 17세기.
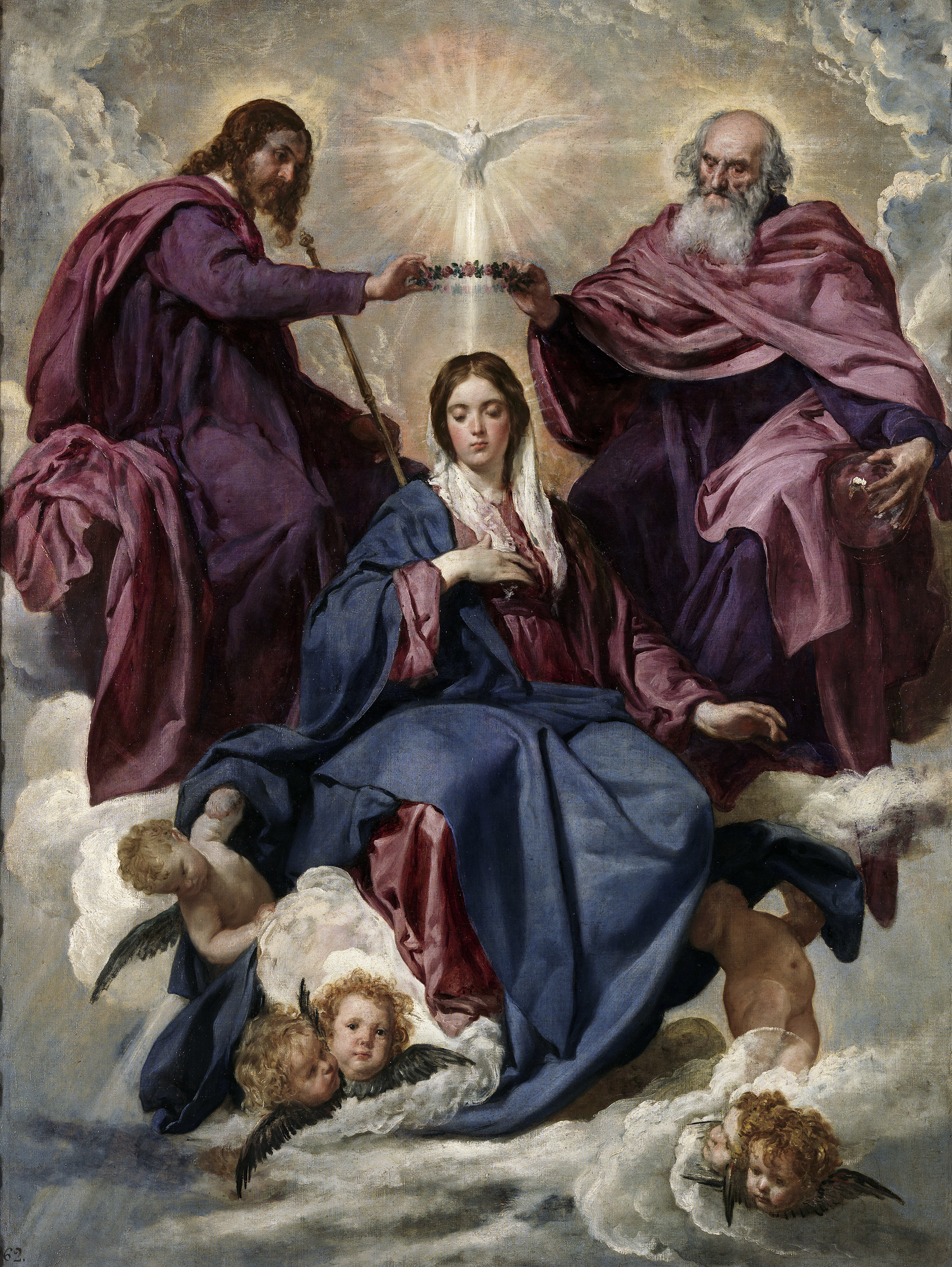
벨라스케스의 작품. 1645년.
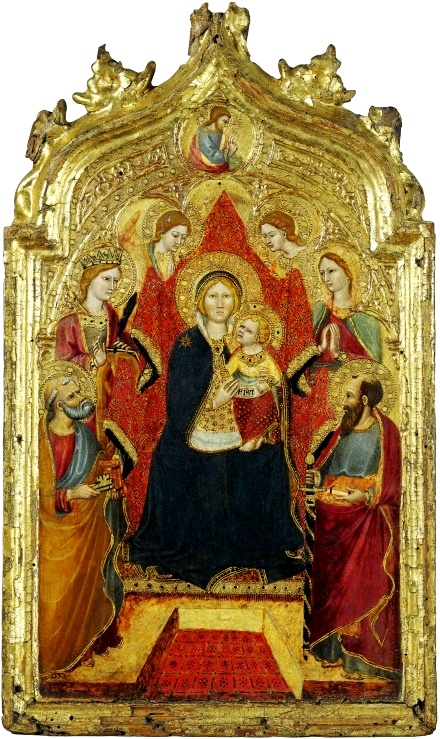
그레고리오 디 체코의 작품.
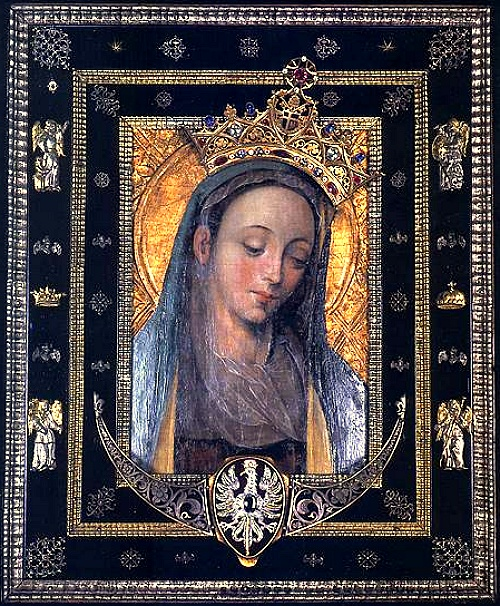
왕관을 쓴 성모 마리아. 폴란드 소재. 1671년 작품.
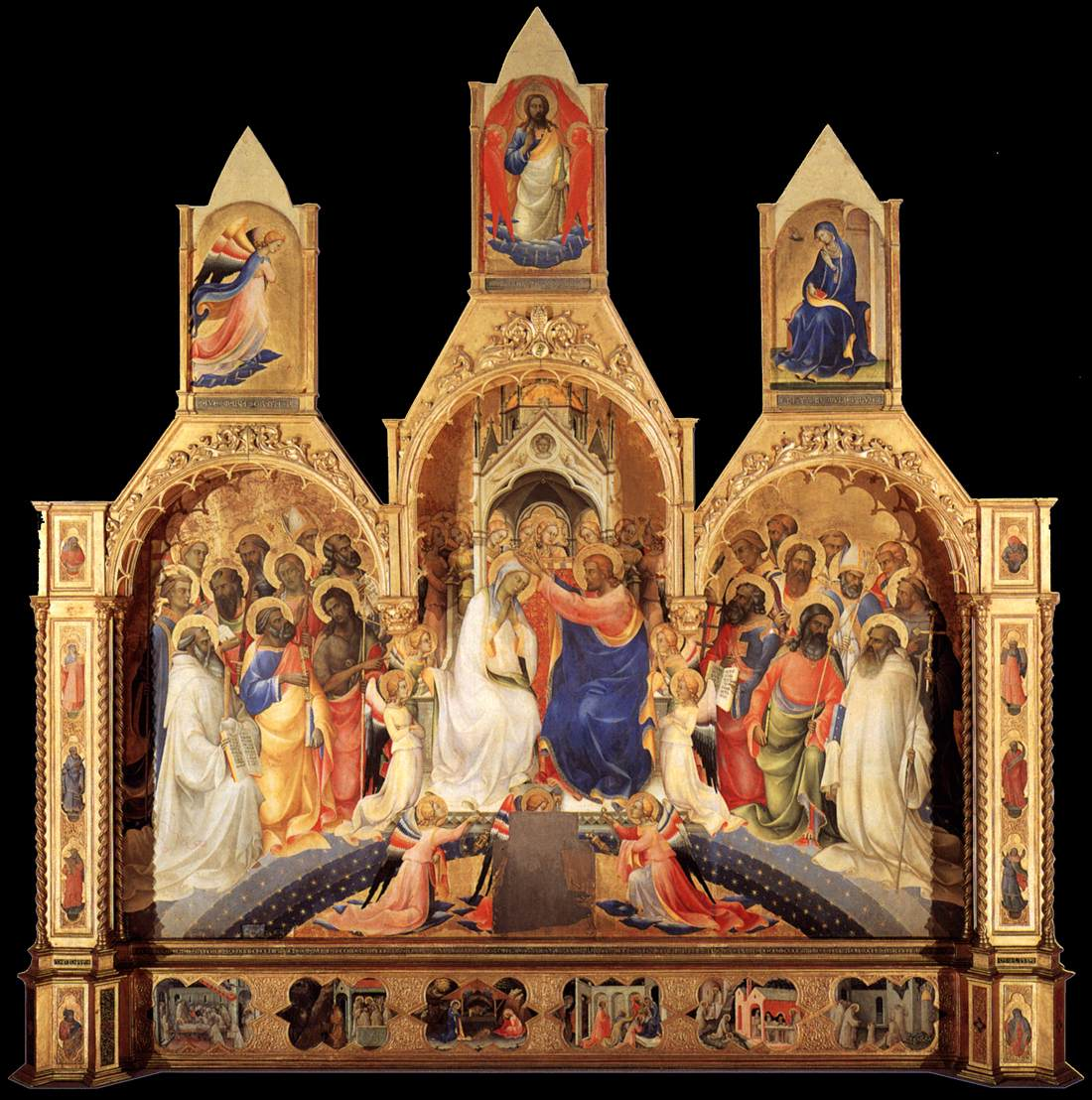
로렌초 모나코의 작품. 1414년. 피렌체 우피치 미술관 소재.
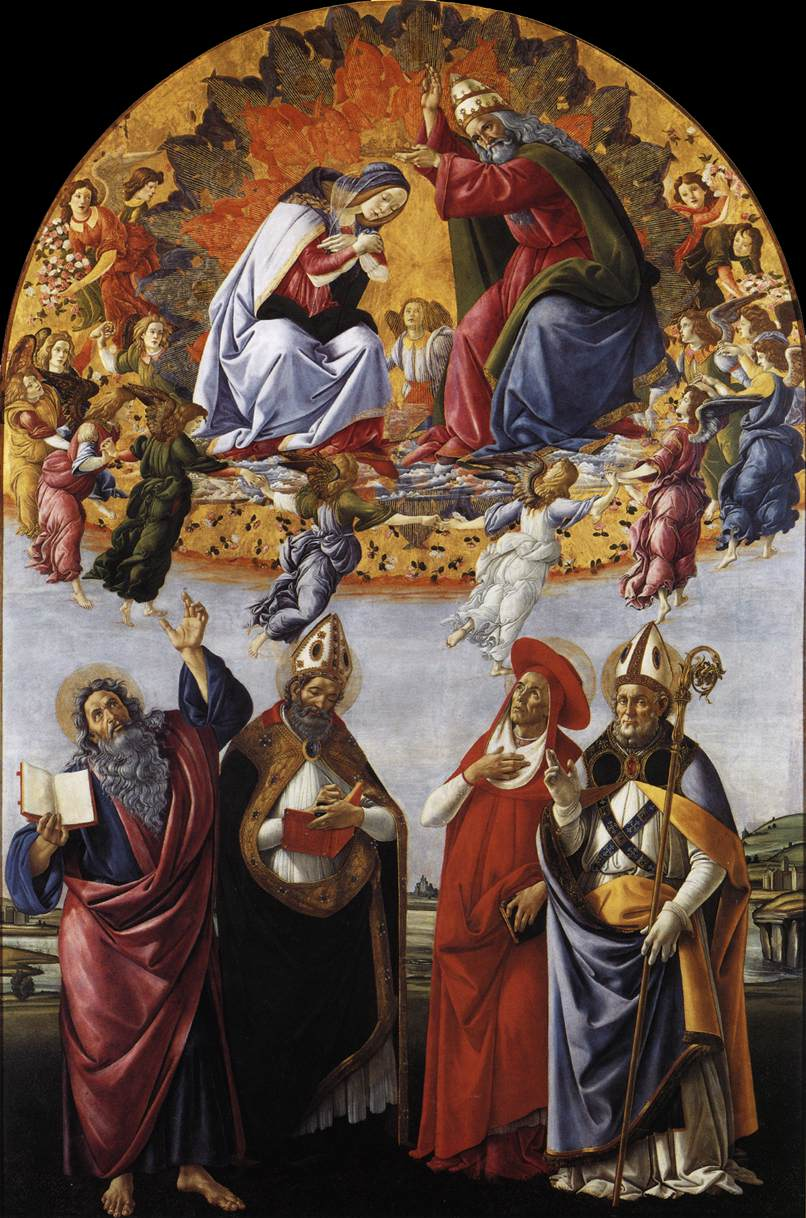
보티첼리의 작품.
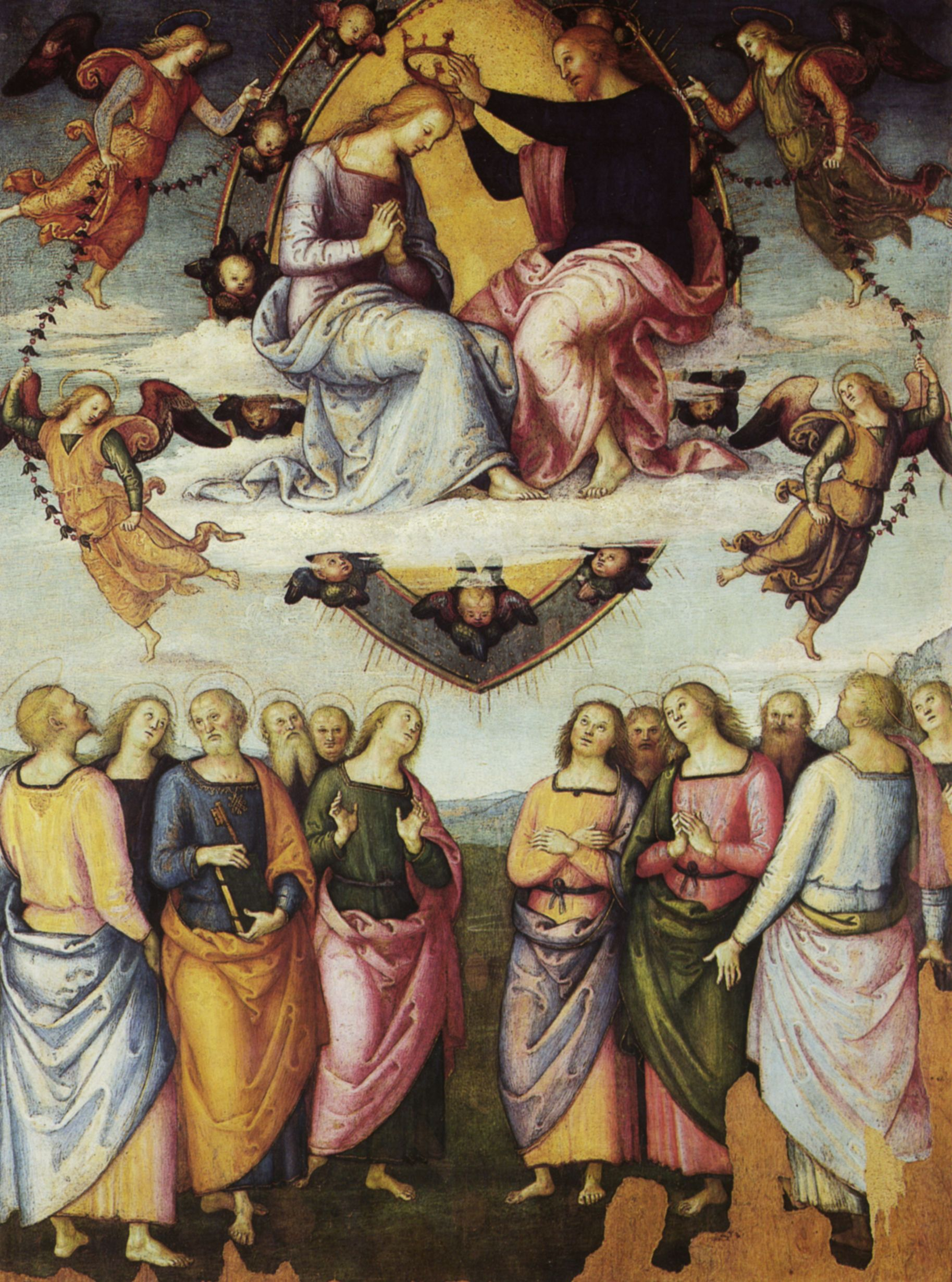
피에트로 페루지노의 작품. 1504년.
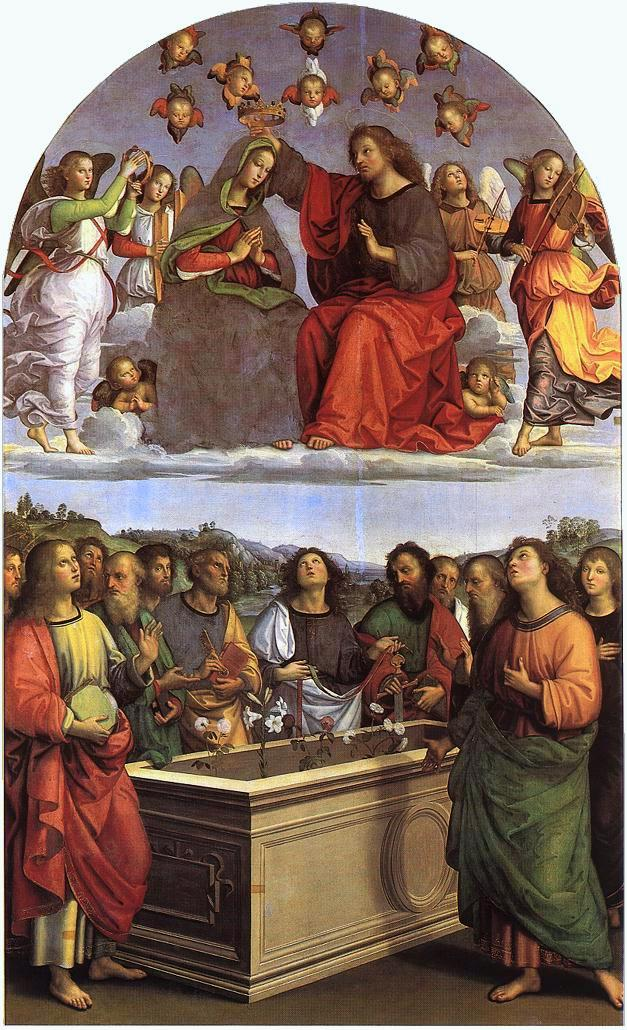
라파엘로의 작품. 1502-1504년.
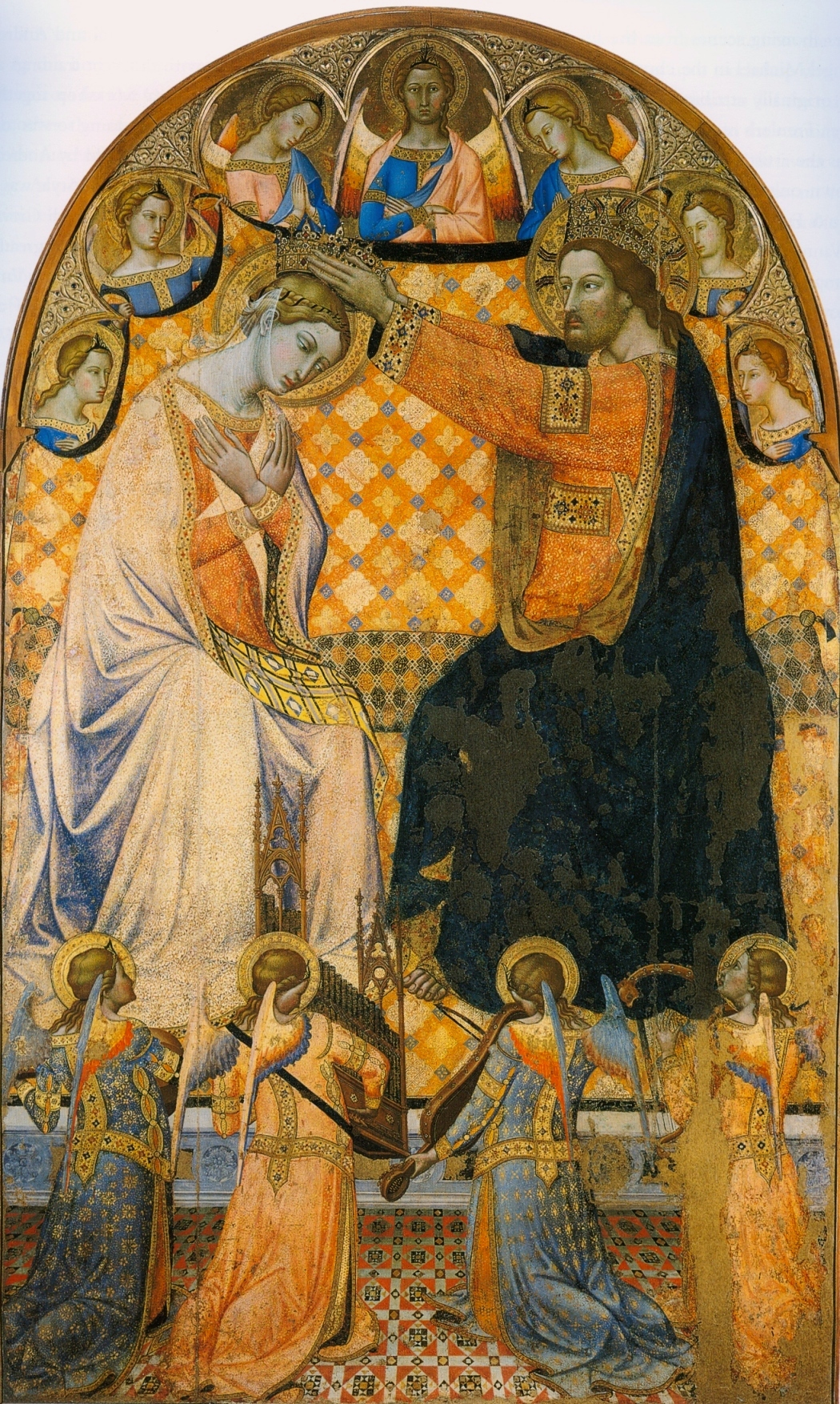
자코모 디 미노의 작품. 1340-1350년.
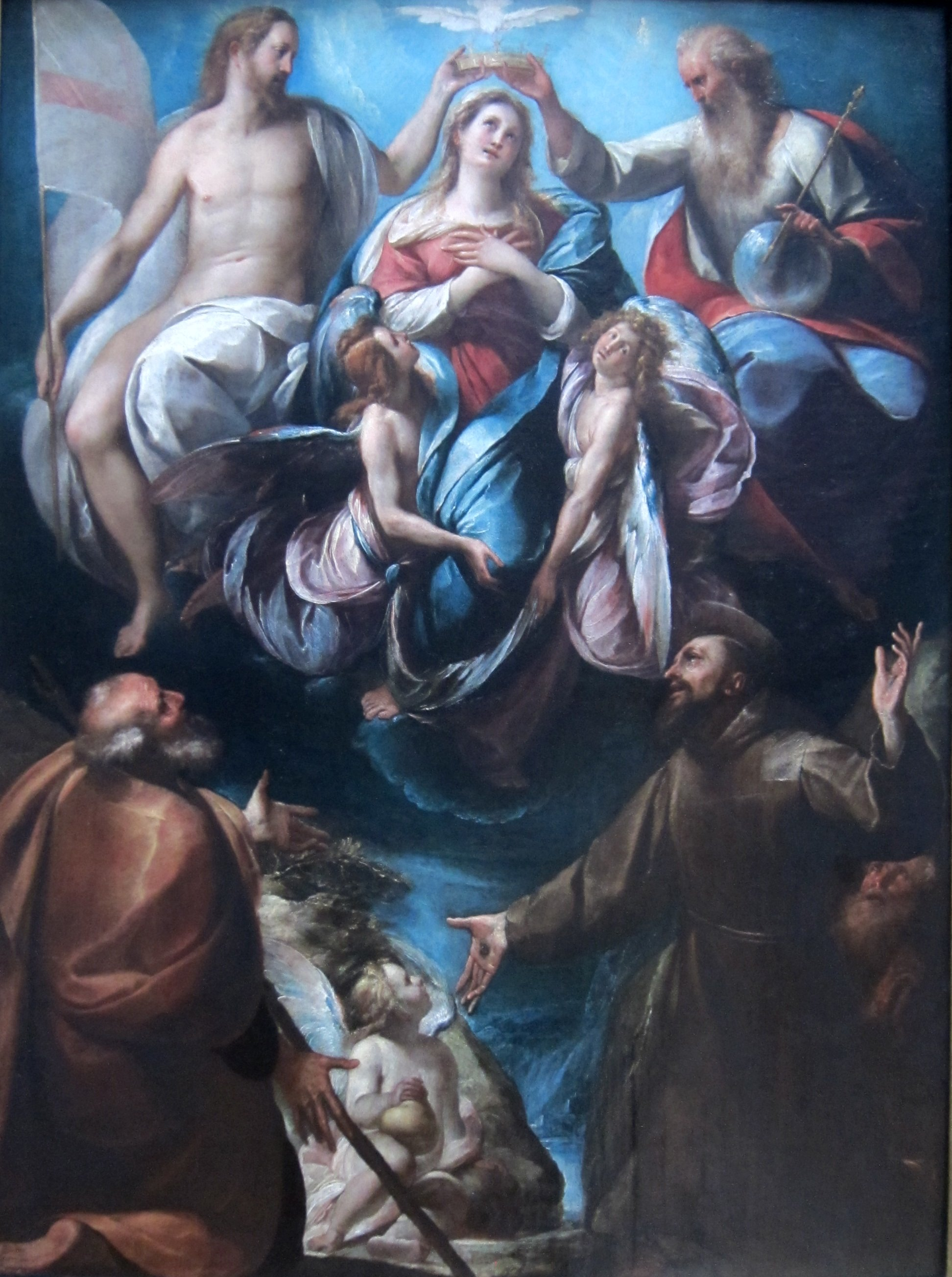
줄리오 체사레 프로카치니의 작품. 17세기.
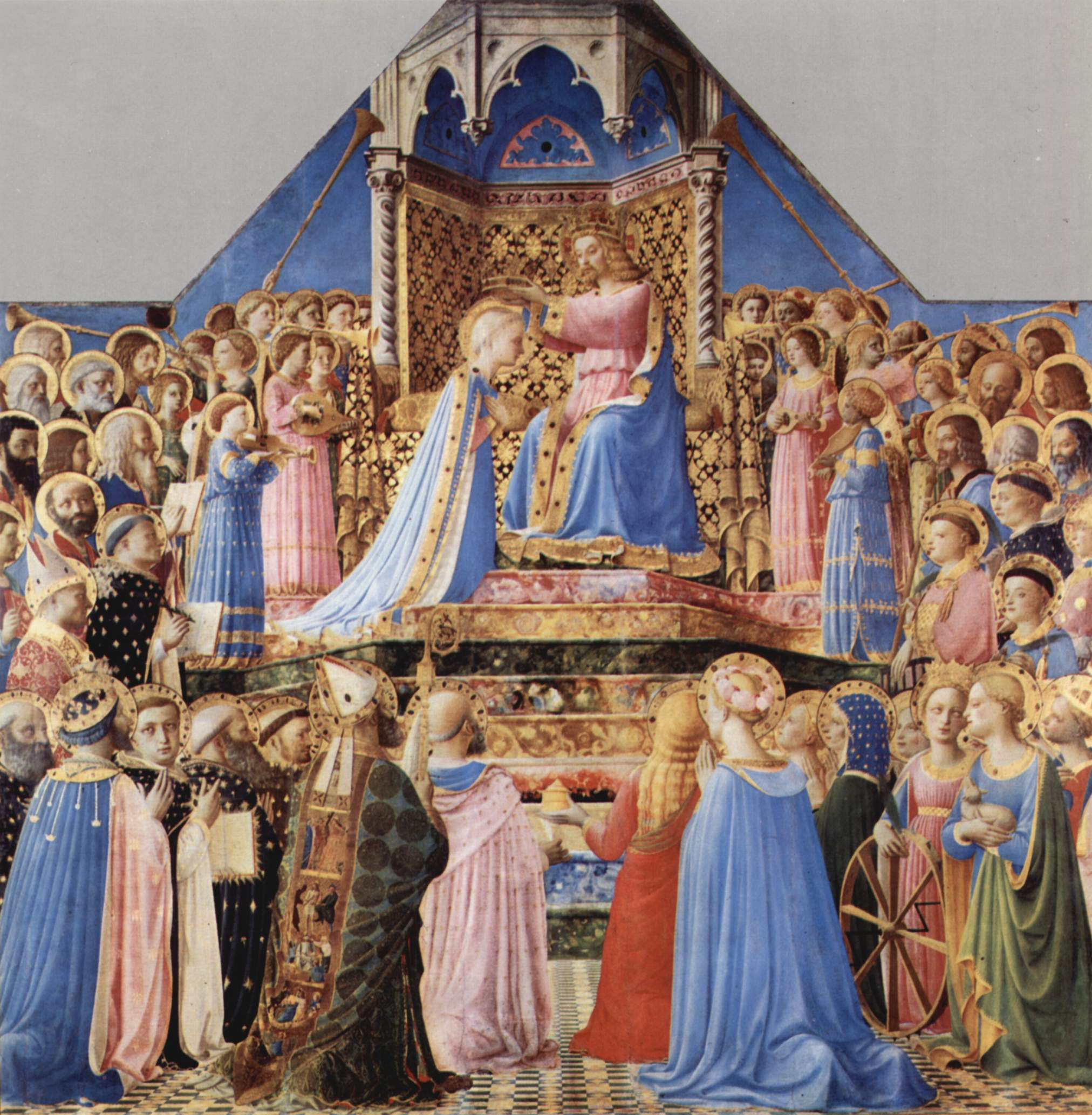
프라 안젤리코의 작품.
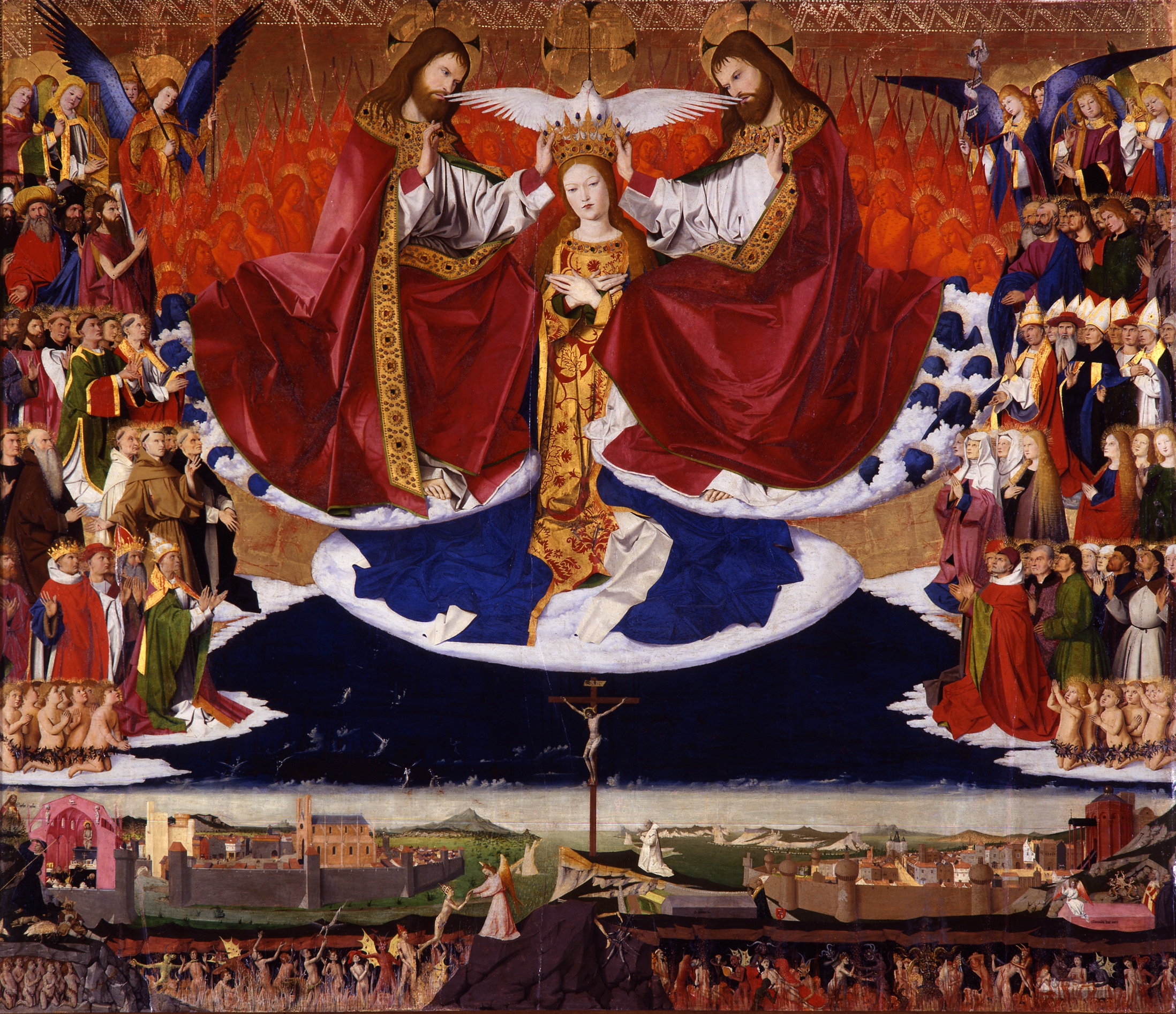
앙게랑 콰르통의 작품. 1454년.
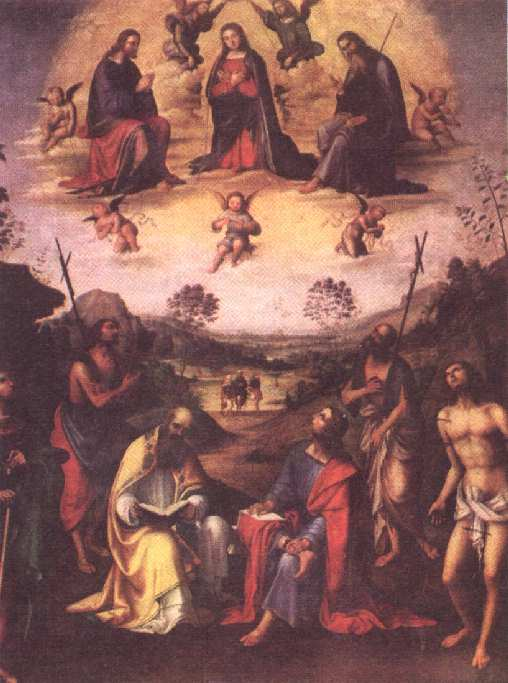
로렌초 코스타의 작품. 1501년.
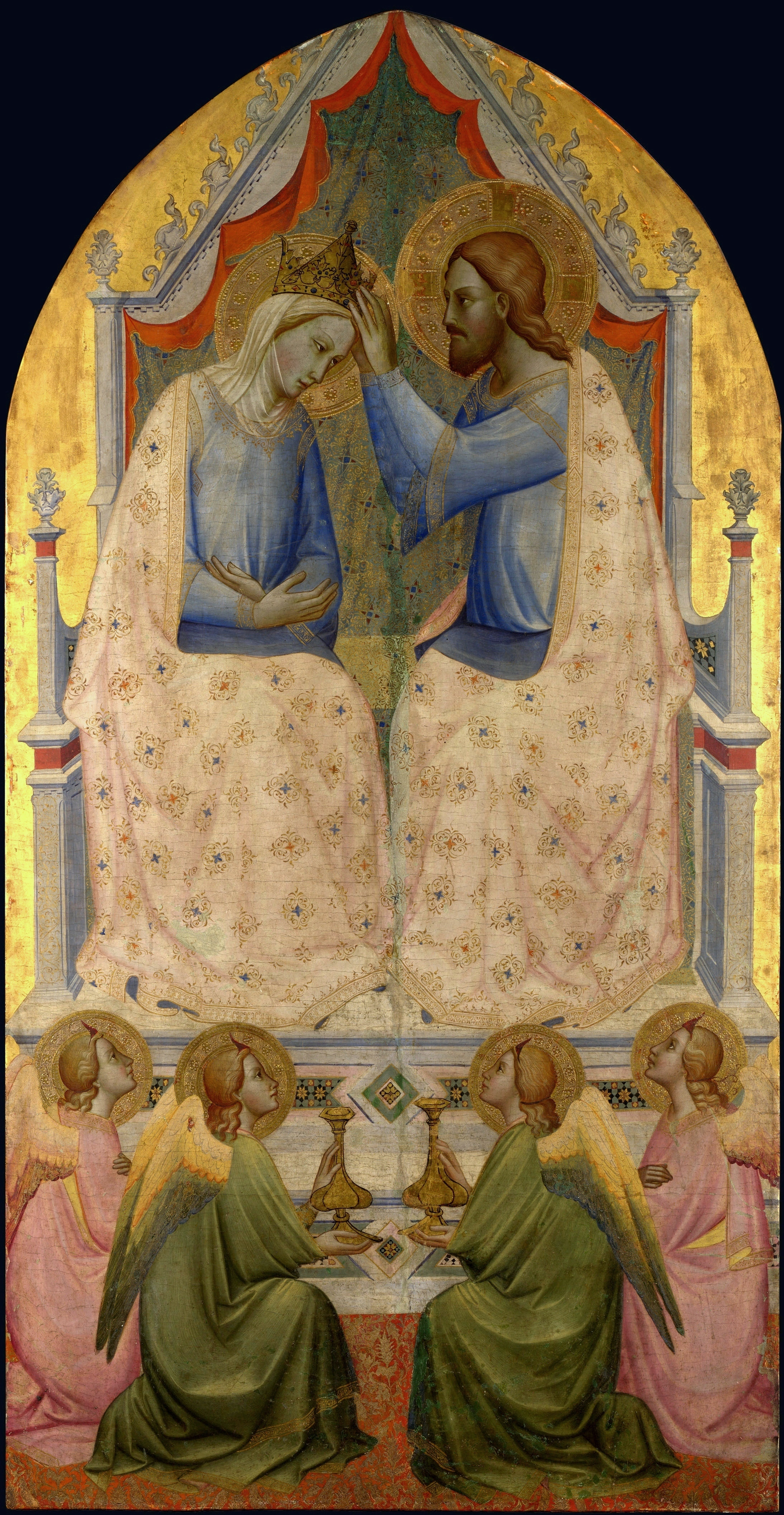
아뇨로 가디의 작품. 14세기.
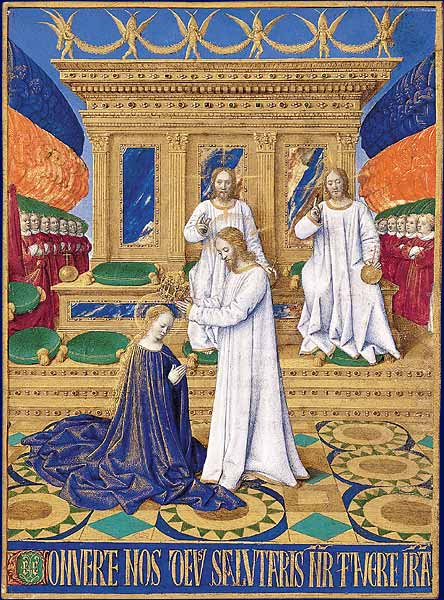
장 푸케의 작품. 15세기.
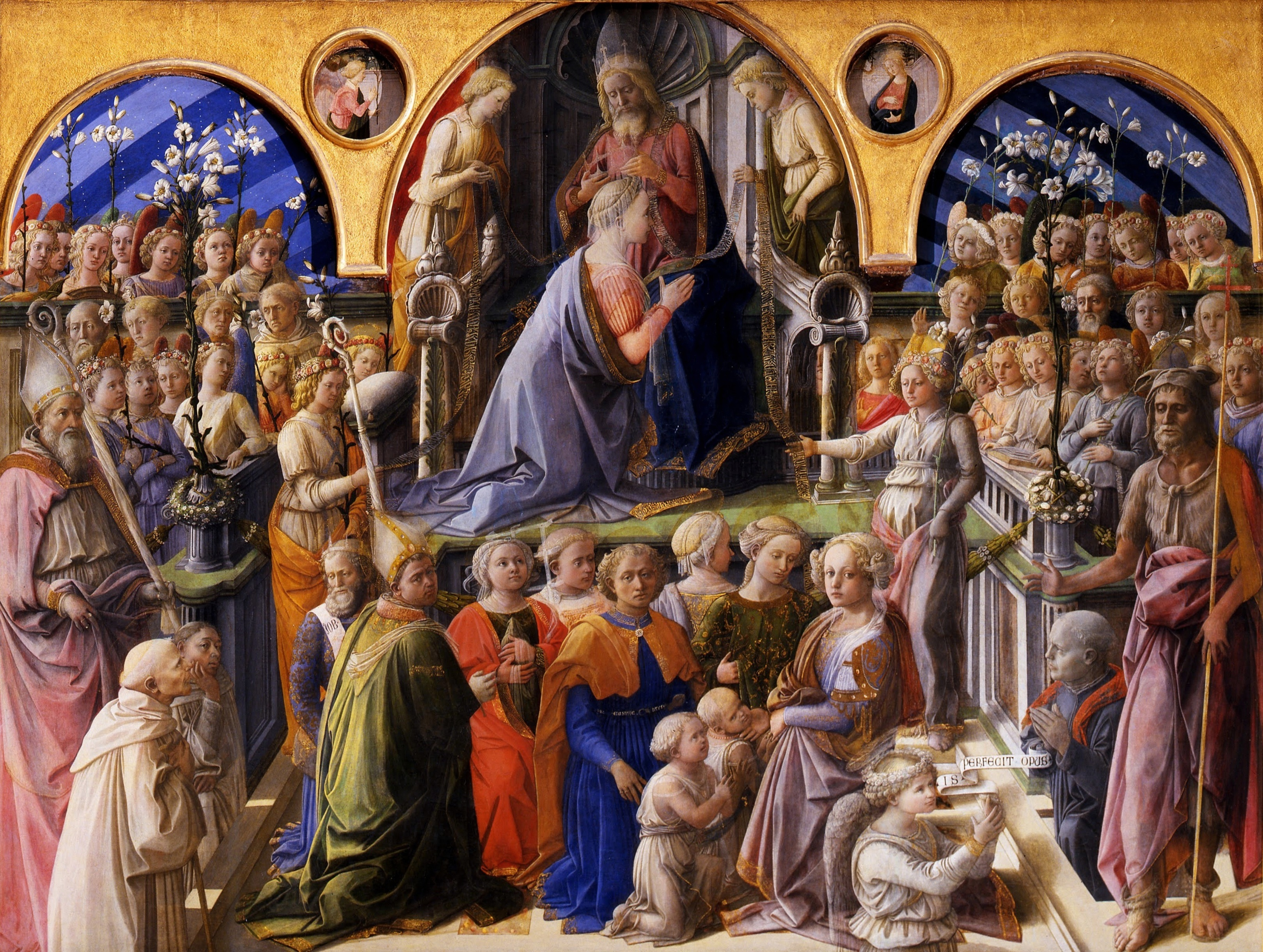
필리포 리피의 작품. 1441년.
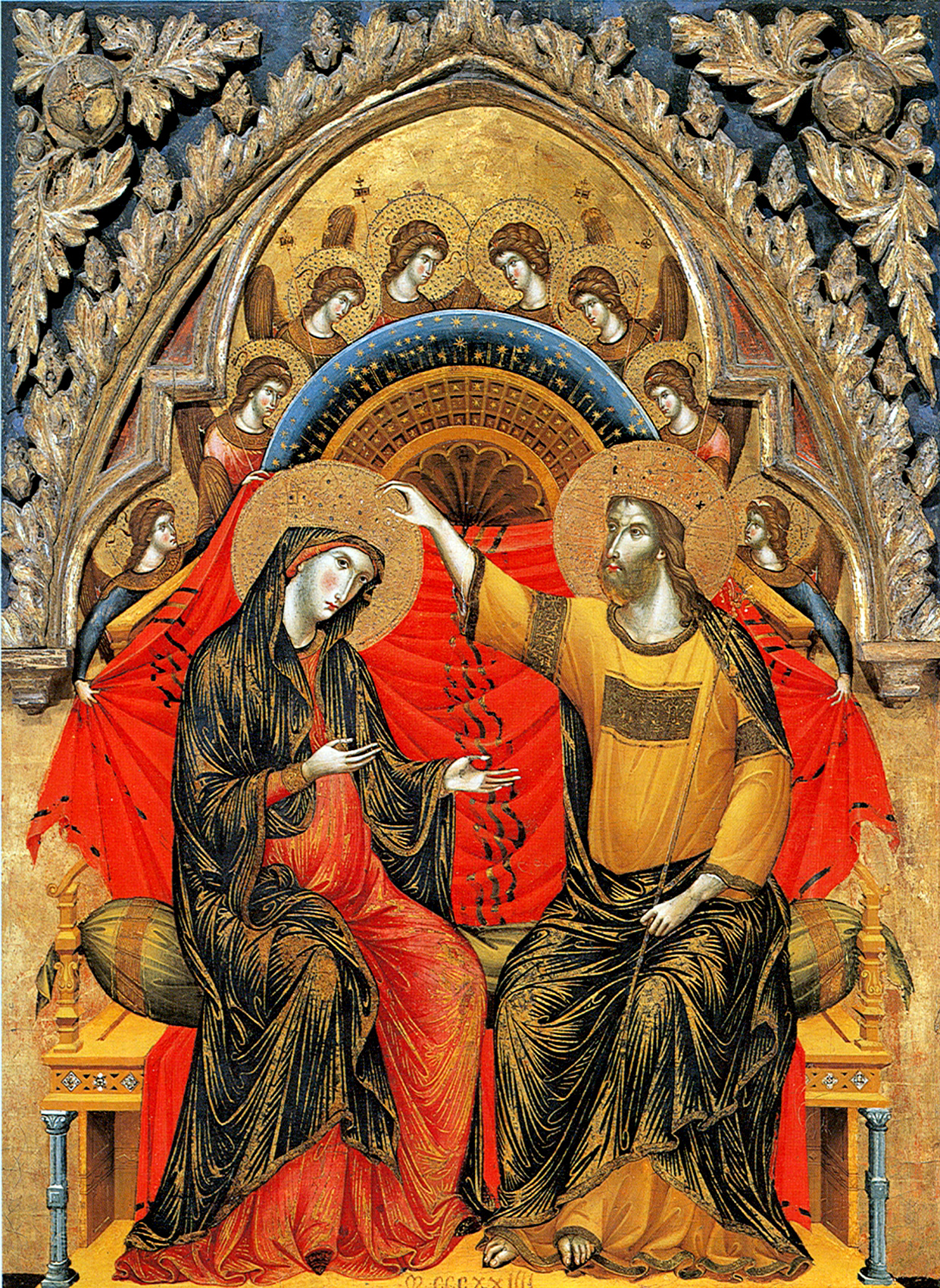
파올로 베네치아노의 작품. 1324년.
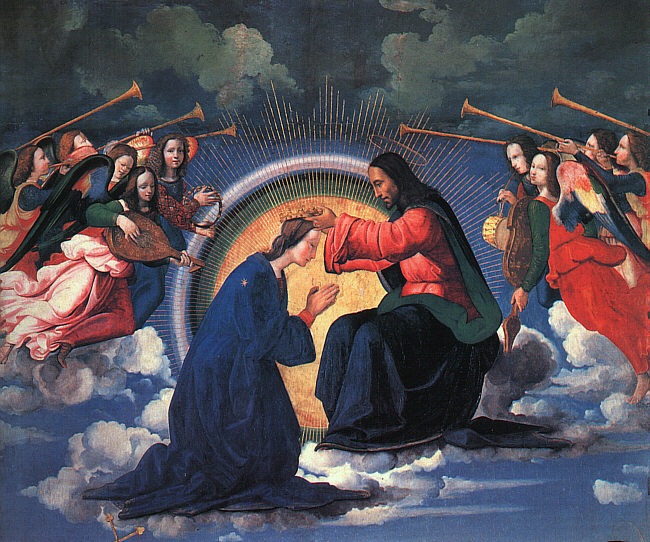
리돌포 기를란다요의 작품. 1504년.
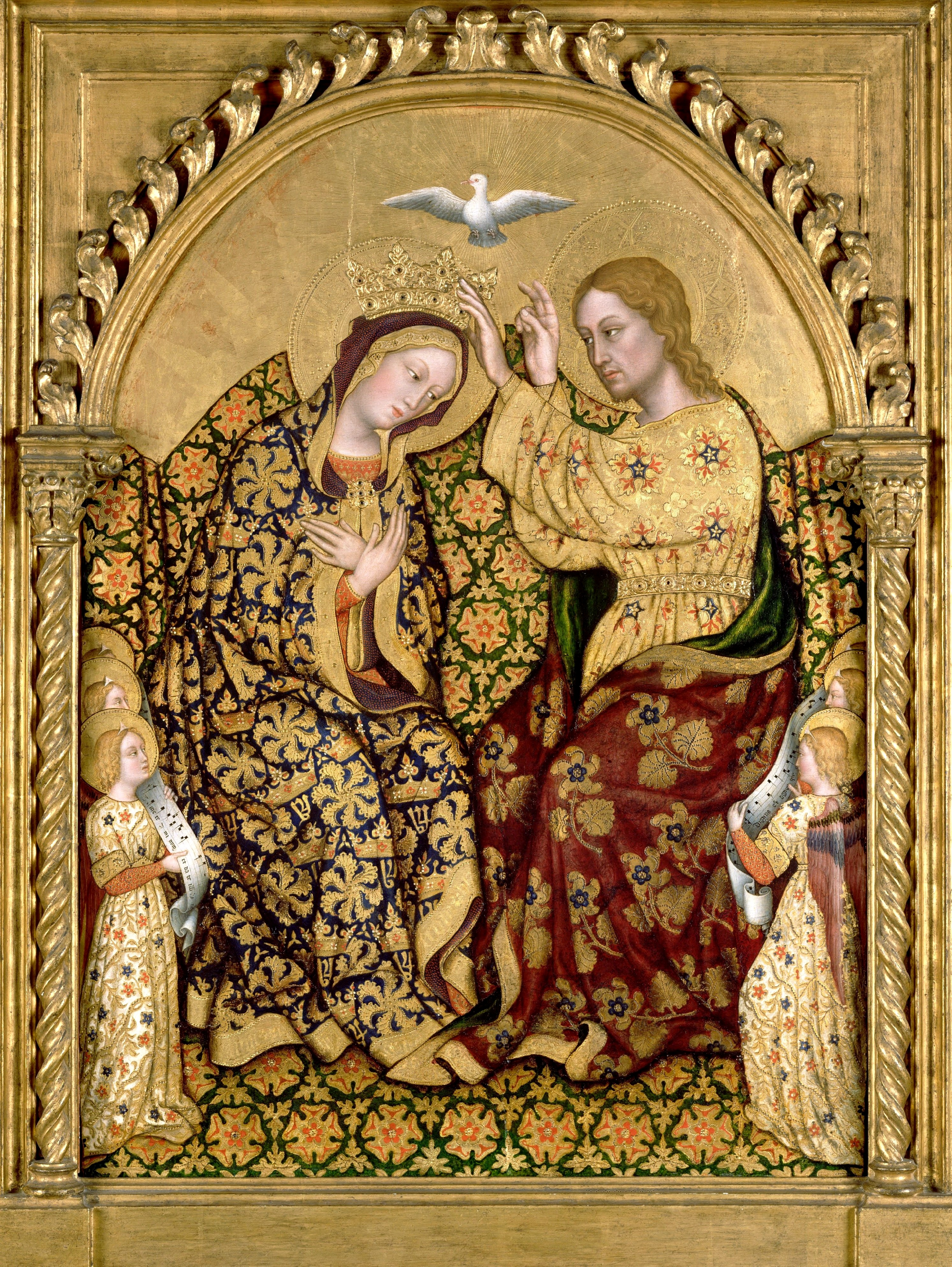
젠틸레 다 파브리아노의 작품. 1422-1425년.
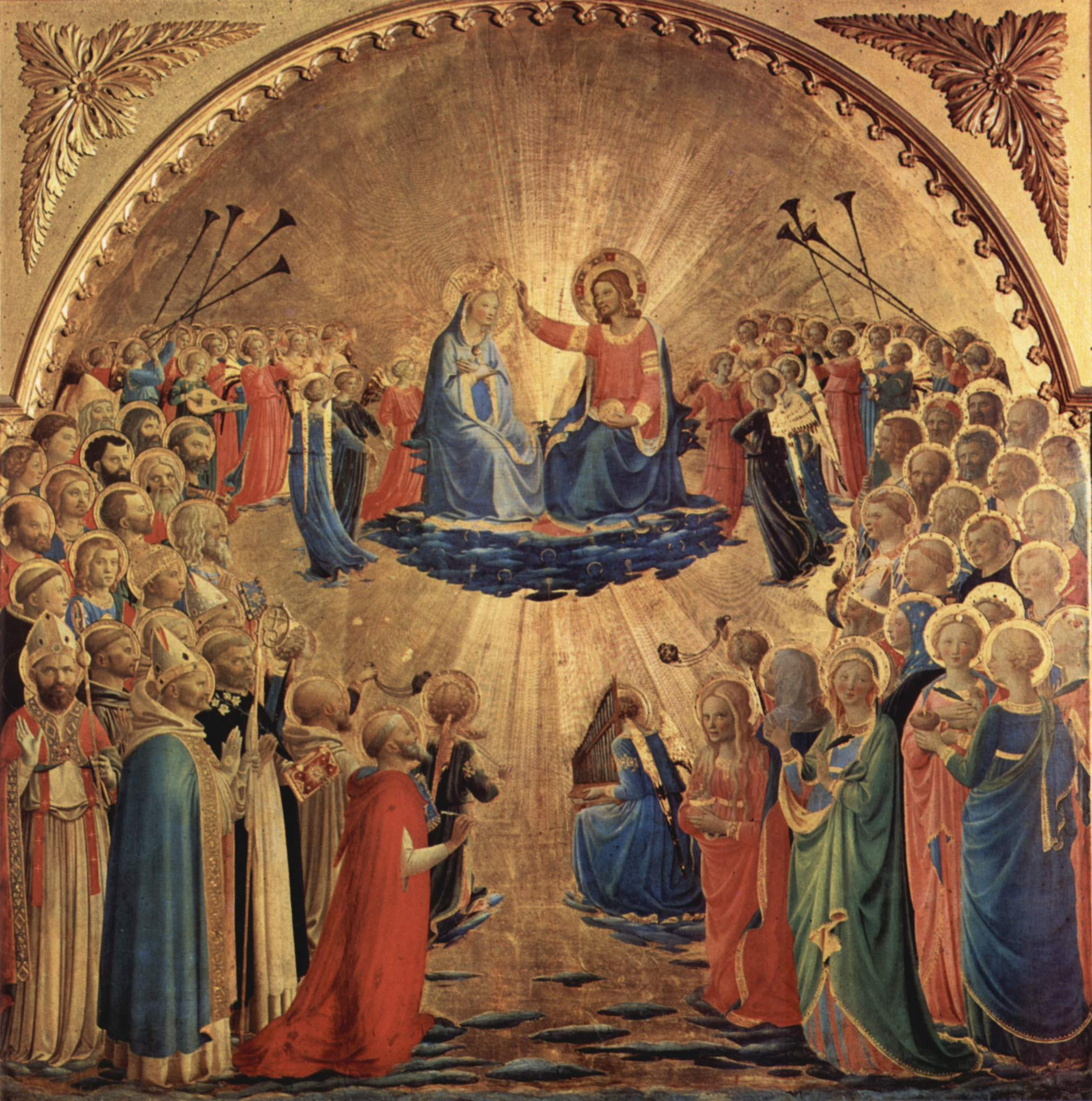
프라 안젤리코의 작품. 1434-1435년.
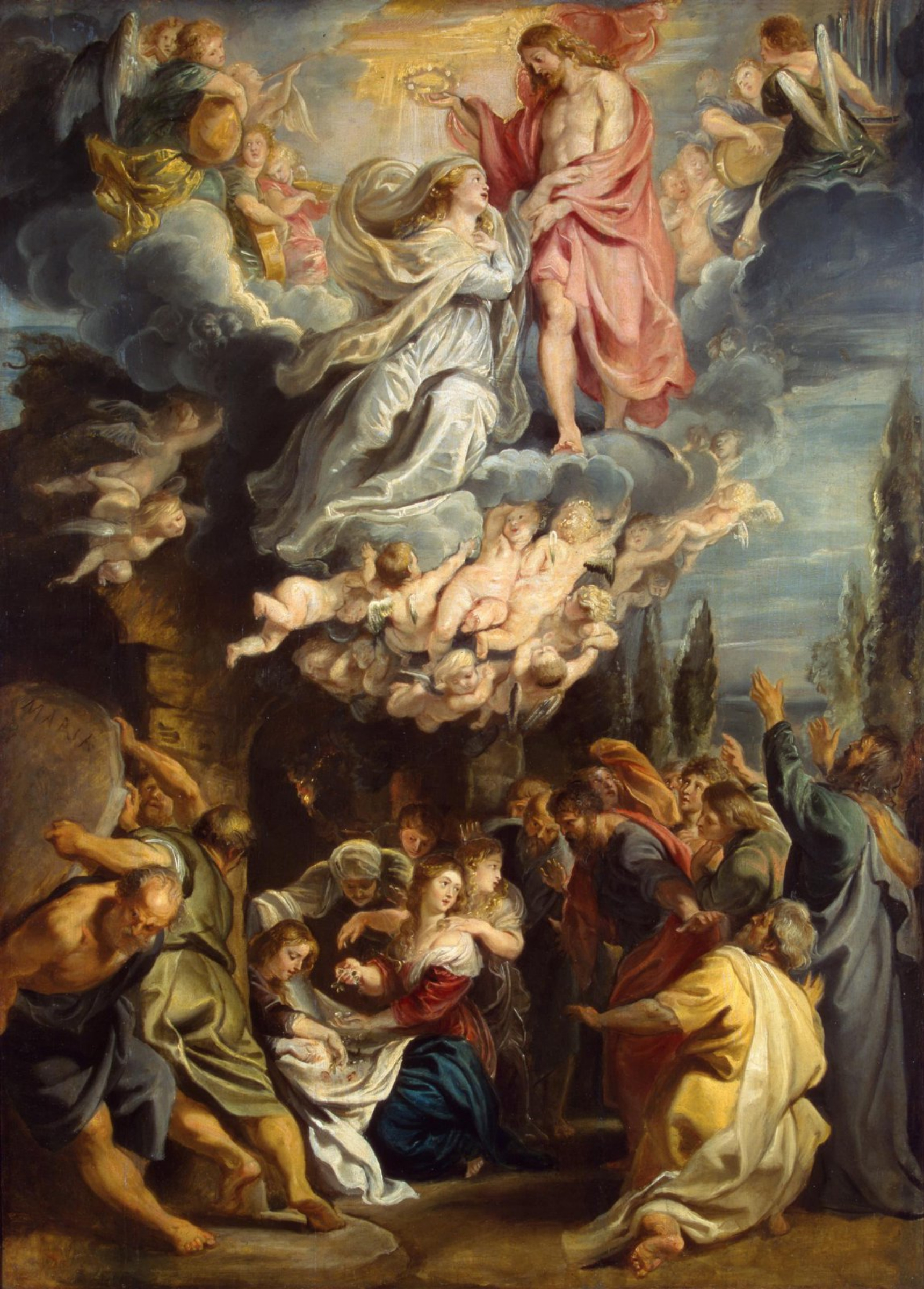
루벤스의 작품. 1609년.

## 같이 보기
- 레지나 챌리
- 살베 레지나